# لیا هنکوک
لیا هنکوک (به انگلیسی: Leigha Hancock) (زاده ۷ ژوئن ۱۹۸۶) بازیگر آمریکایی است.
از فیلم‌های معروف او می‌توان به بازی در فیلم پذیرش اشاره کرد.